# Camptandriidae
Famille
Les Camptandriidae sont une famille de crabes. 
Elle comprend 38 espèces en 21 genres.

## Liste des genres
- Baruna Stebbing, 1904
- Calabarium Manning & Holthuis, 1981
- Camptandrium Stimpson, 1858
- Cleistostoma De Haan, 1833
- Deiratonotus Manning & Holthuis, 1981
- Ecphantor Manning & Holthuis, 1981
- Ilyogynnis Manning & Holthuis, 1981
- Leptochryseus Al-Khayat & Jones, 1996
- Lillyanella Manning & Holthuis, 1981
- Manningis Al-Khayat & Jones, 1996
- Moguai Tan & Ng, 1999
- Mortensenella Rathbun, 1909
- Nanusia Tan & Ng, 1999
- Nasima Manning, 1991
- Opusia Ng, Rahayu & Naser, 2009
- Paracleistostoma De Man, 1895
- Paratylodiplax Serène, 1974
- Serenella Manning & Holthuis, 1981
- Takedellus Tan & Ng, 1999
- Telmatothrix Manning & Holthuis, 1981
- Tylodiplax De Man, 1895

## Référence
- Stimpson, 1858 : Prodromus descriptionis animalium evertebratorum, quae in Expeditione ad Oceanum Pacificum Septentrionalem, a Republica Federata missa, Cadwaladaro Ringgold et Johanne Rodgers Ducibus, observavit et descripsit. Pars V. Crustacea Ocypodoidea. Proceedings of the Academy of Natural Sciences of Philadelphia vol. 10, p. 93–110.

## Sources
- Ng, Guinot & Davie, 2008 : Systema Brachyurorum: Part I. An annotated checklist of extant brachyuran crabs of the world. Raffles Bulletin of Zoology Supplement, n. 17 p. 1–286.
- De Grave & al., 2009 : A Classification of Living and Fossil Genera of Decapod Crustaceans. Raffles Bulletin of Zoology Supplement, n. 21, p. 1-109.